# Idarnes carme
Idarnes carme är en stekelart som beskrevs av Walker 1843. Idarnes carme ingår i släktet Idarnes och familjen fikonsteklar. Inga underarter finns listade i Catalogue of Life.